# Les Bordes (Yonne)
Les Bordes és un municipi francès, situat al departament del Yonne i a la regió de Borgonya - Franc Comtat. L'any 2007 tenia 485 habitants.

## Demografia

### Població
El 2007 la població de fet de Les Bordes era de 485 persones. Hi havia 194 famílies, de les quals 40 eren unipersonals (16 homes vivint sols i 24 dones vivint soles), 85 parelles sense fills, 65 parelles amb fills i 4 famílies monoparentals amb fills.
La població ha evolucionat segons el següent gràfic:
Habitants censats

### Habitatges
El 2007 hi havia 290 habitatges, 204 eren l'habitatge principal de la família, 63 eren segones residències i 22 estaven desocupats. 280 eren cases i 6 eren apartaments. Dels 204 habitatges principals, 187 estaven ocupats pels seus propietaris, 12 estaven llogats i ocupats pels llogaters i 5 estaven cedits a títol gratuït; 16 tenien dues cambres, 34 en tenien tres, 60 en tenien quatre i 93 en tenien cinc o més. 133 habitatges disposaven pel capbaix d'una plaça de pàrquing. A 91 habitatges hi havia un automòbil i a 100 n'hi havia dos o més.

### Piràmide de població
La piràmide de població per edats i sexe el 2009 era:
| Homes | Edats   | Dones |
| ----- | ------- | ----- |
| 0     | 95 o +  | 0     |
| 0     | 90 a 94 | 4     |
| 0     | 85 a 89 | 4     |
| 0     | 80 a 84 | 4     |
| 16    | 75 a 79 | 12    |
| 20    | 70 a 74 | 16    |
| 20    | 65 a 69 | 12    |
| 20    | 60 a 64 | 20    |
| 12    | 55 a 59 | 24    |
| 12    | 50 a 54 | 4     |
| 16    | 45 a 49 | 28    |
| 12    | 40 a 44 | 8     |
| 28    | 35 a 39 | 8     |
| 4     | 30 a 34 | 12    |
| 4     | 25 a 29 | 20    |
| 0     | 20 a 24 | 0     |
| 12    | 15 a 19 | 16    |
| 16    | 10 a 14 | 4     |
| 20    | 5 a 9   | 12    |
| 4     | 0 a 4   | 8     |

## Economia
El 2007 la població en edat de treballar era de 294 persones, 222 eren actives i 72 eren inactives. De les 222 persones actives 200 estaven ocupades (111 homes i 89 dones) i 21 estaven aturades (4 homes i 17 dones). De les 72 persones inactives 33 estaven jubilades, 21 estaven estudiant i 18 estaven classificades com a «altres inactius».

### Ingressos
El 2009 a Les Bordes hi havia 225 unitats fiscals que integraven 531,5 persones, la mediana anual d'ingressos fiscals per persona era de 19.018 €.

### Activitats econòmiques
Dels 14 establiments que hi havia el 2007, 1 era d'una empresa de fabricació d'elements pel transport, 2 d'empreses de fabricació d'altres productes industrials, 7 d'empreses de construcció, 1 d'una empresa de comerç i reparació d'automòbils, 1 d'una empresa immobiliària i 2 d'empreses de serveis.
Dels 5 establiments de servei als particulars que hi havia el 2009, 2 eren paletes, 1 guixaire pintor, 1 fusteria i 1 lampisteria.
L'any 2000 a Les Bordes hi havia 17 explotacions agrícoles que ocupaven un total de 580 hectàrees.

## Equipaments sanitaris i escolars
El 2009 hi havia una escola elemental integrada dins d'un grup escolar amb les comunes properes formant una escola dispersa.

## Poblacions més properes
El següent diagrama mostra les poblacions més properes.